# Kikugawa
Kikugawa (jap. 菊川市 Kikugawa-shi) – miasto w Japonii, w prefekturze Shizuoka (środkowe Honsiu).

## Położenie
Miasto leży w zachodniej części prefektury Shizuoka. Miasto graniczy z Shimadą, Kakegawą, Omaezaki i Makinoharą w prefekturze Shizuoka.

## Historia
Miasto powstało 17 stycznia 2005 roku, z połączenia Kikugawy i miasteczka Ogasy.